# مهارکننده انتخابی بازجذب سروتونین
مهارکننده‌های انتخابی بازجذب سروتونین با نام مخفف اس‌اس‌آرآی‌ها (SSRIs) دسته‌ای از داروهای ضد افسردگی هستند که برای درمان افسردگی و برخی از انواع اختلالات اضطرابی و اختلالات شخصیتی کاربرد دارند. اس‌اس‌آرآی‌ها پرتجویزترین گروه از داروهای ضدافسردگی در ایالات متحده و برخی کشورهای دیگر هستند و تمام آن‌ها به‌جز فلووکسامین برای درمان اختلال افسردگی اساسی پذیرفته شده‌اند. وحشت‌زدگی، اختلال وسواس فکری عملی، اختلال اضطراب اجتماعی، اختلال اضطراب فراگیر و اختلال تنش‌زای پس از رویداد از دیگر بیماری‌هایی هستند که ادارهٔ دارو و غذای ایالات متحده یک یا چند نوع از این داروها را برای درمان آن‌ها تأیید کرده است.☃☃↵بر این باورند که این داروها میزان سروتونین برون-سلولی را افزایش می‌دهند و این کار را از راهِ جلوگیری بازجذب سریع سروتونین در گیرنده‌های عصبی پیش سیناپسی انجام می‌دهند. در نتیجه، غلظت سروتونین در شکاف سیناپسی بالا می‌رود و سروتونین بیشتری در اختیار گیرنده‌های پس سیناپسی قرارمیگیرد. اس‌اس‌ارآی‌ها تا حدی بر انتقال‌دهنده‌های نوراپینفرین و دوپامین هم مؤثر هستند.

## کاربرد پزشکی

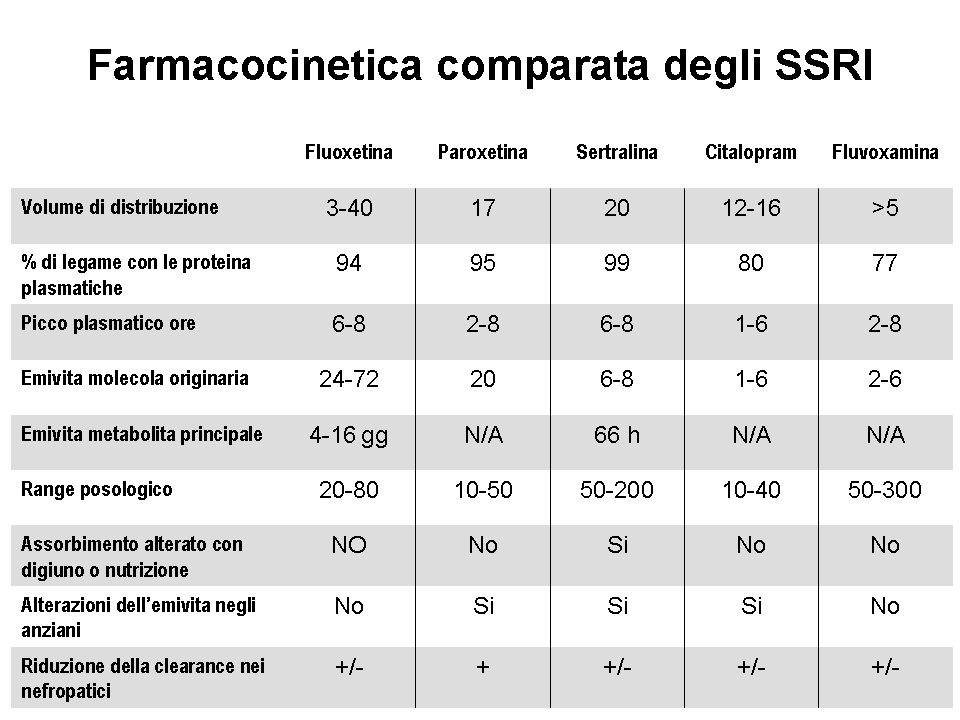
پارامترهای فارماکوکینتیک مقایسه ای SSRIهای مختلف

کاربرد اصلی اس‌اس‌آرآی‌ها در درمان افسردگی بالینی است. اس‌اس‌آرآی‌ها غالباً برای اختلالات اضطرابی تجویز می‌شوند، مانند اضطراب اجتماعی، اختلالات هراس، اختلال وسواس، اختلالات خوردن، درد مزمن و گاهی، اختلال استرس پس از سانحه است. آن‌ها همچنین اغلب برای درمان اختلال مسخ شخصیت استفاده می‌شوند. هر چند به‌طور کلی با نتایجی ضعیف همراه است. داروهای SSRI در درمان سندرم روده تحریک‌پذیر با علائم درد و یبوست مؤثر هستند.
جهت ارزیابی تأثیر داروی SSRI در درمان افسردگی باید ۴ تا ۶ هفته صبر کرد.

## انواع
- فلوکستین
- فلووکسامین
- پاروکستین
- سیتالوپرام
- سرترالین
- اس‌سیتالوپرام
- زیملیدین
- داپوکستین

## تداخل دارویی
مصرف همزمان اس اس‌آرآی‌ها با مهارکننده‌های مونوآمین اکسیداز (MAOIs) خطرناک است و ممکن است منجر به بروز سندرم سروتونین حاد شود. توصیه می‌شود که حداقل ۲ هفته بین مصرف آخرین دوز MAOI و شروع داروهای SSRI فاصله باشد.
ترامادول داروی دیگری‌ست که در موارد نادری در مصرف همزمان با اس‌اس‌آرها منجر به بروز تشنج شده است.
مصرف اس‌اس‌آرآی‌ها ممکن است غلظت داروهایی چون وارفارین، ترکیبات ضد آریتمی، بتابلاکرها مانند پروپرانول، ضد افسردگی‌های سه حلقه‌ای مانند آمی‌تریپتیلین، بنزودیازپین‌ها از جمله آلپرازولام و دیازپام، کاربامازپین، هالوپریدول، کلوزاپین، فنیتوئین، پیموزاید، تئوفیلین، متادون، لیتیوم را افزایش داده و منجر به مسمومیت شوند.
به‌طور کلی در بین داروهای این گروه سیتالوپرام و پس از آن سرترالین کمترین تداخل دارویی و فلووکسامین بیشترین احتمال تداخل را دارند.

## عوارض جانبی
این داروها عوارض جانبی کمتری از داروهای دیگر ضد افسردگی دارند. عوارض شایع‌تر اضطراب، بی‌خوابی، مشکلات گوارشی (به ویژه تهوع)، سردرد، کاهش اشتها، اختلال کارکرد جنسی (کاهش میل جنسی) هستند. در مصرف‌کنندگان فلوکستین کاهش وزن، مشکلات پوستی و بی‌قراری بیشتر دیده شده است.
اکثر عوارض جانبی این دارو پس از چند هفته برطرف شده به جز اختلال کارکرد جنسی (کاهش میل جنسی).
بیشترین درصد قطع مصرف دارو به دلیل عوارض نامطلوب مربوط به فلووکسامین و کمترین آن در سرترالین بوده است.

## اووردوز
این داروها سمیت کمی در هنگام مصرف با مقادیر بالا دارند و به‌همین جهت تجویز آن‌ها برای بیمارانی که ممکن است با قرص خودکشی کنند انتخابی‌تر است. با این حال مواردی از خودکشی موفق با سیتالوپرام با دوزهای بسیار بالا (۸۴۰ تا ۱۹۶۰ میلی‌گرم) گزارش شده است.

## اختلال هراس
تحقیقات بر روی این داروها در بیماران مبتلا به اختلال هراس نشان می‌دهد که اس‌اس‌آرآی‌ها به‌ویژه پاروکستین و سیتالوپرام می‌توانند به‌عنوان داروهای خط اول برای درمان حملات هراس استفاده شوند. در برخی تحقیقات هر دو این داروها مؤثرتر از سه‌حلقه‌ای‌ها از جمله کلومیپرامین بوده‌اند.